# ヒステリア (デフ・レパードのアルバム)
『ヒステリア』(Hysteria)は、イギリスのハードロック・バンド、デフ・レパードが1987年に発表した4作目のスタジオ・アルバム。バンド最大のヒット作で、世界的な売り上げは2017年の時点で2500万枚を超えている。

## 背景
バンドは当初、前2作をプロデュースしたロバート・ジョン・"マット"・ラングがカーズのアルバム『ハートビート・シティ』の制作にかかりきりとなっていたため、ジム・スタインマンにプロデュースを依頼したが、バンド側は前作『炎のターゲット』以上に豪華なサウンドを求めたのに対し、スタインマンはライヴ感のある音作りを主張して、両者の共同作業は決裂した。そして1984年12月31日、ドラマーのリック・アレンが自動車事故で左腕を失い、現場の近くに住んでいた医療従事者はアレンの左腕を冷凍保存していたが、再移植手術は感染症が原因で失敗に終わった。その後、バンドはアレン向けのドラムセットを開発し、1986年8月のモンスターズ・オブ・ロック出演のためにアイルランドで行われたウォーム・アップ・ギグは、当初はステイタス・クォーのジェフ・リッチを伴うツイン・ドラム編成だったが、ある公演では遅刻したリッチが到着するまでアレンが単独でドラムを叩いたこともあり、別の公演ではステージが2台のドラムセットを置ける広さでなかったため、全編ともアレンが単独でドラムを叩いた。そして、モンスターズ・オブ・ロックの本番前にリッチはバンドを去り、アレンが完全復帰を果たした。
本作は最終的にロバート・"ジョン"・マット・ラングのプロデュースにより制作されるが、ラングの完全主義ぶりによって本作のための作業は1987年初頭までかかり、バンドはライナーノーツにおいて、発売が遅れたことに対する謝罪を述べている。本作の制作費は、アルバム500万枚を売り上げなければ元が取れないほどの金額になったという説があり、後にフィル・コリンも「それは事実だと思う」と述べている。また、本作の収録時間は、ラングの提案によりCD時代を見据えて60分を超えており、バンドやレコード会社は、曲数が多すぎることで音質が劣化することを危惧したという。
「ラヴ・バイツ」は、フィル・コリンによればラングが作ったカントリー色の強い曲が原型で、コリンは「俺達はそこに、デフ・レパードらしいギターを追加したのさ」とコメントしている。また、「シュガー・オン・ミー」は、エアロスミスとRun-D.M.C.のコラボレーションによる「ウォーク・ディス・ウェイ」のヒットに触発されて作られた曲で、ジョー・エリオットは「ロックとラップは融合できるということが突然示されたから、俺達もそういう曲を作ってみたのさ」と語っている。本作のためのセッションでアウトテイクとなった「デザート・ソング」と「フラクチャード・ラヴ」は、1993年のコンピレーション・アルバム『レトロ・アクティヴ』で発表された。

## 反響
母国イギリスでは、1987年8月29日付の全英アルバムチャートで初登場1位となり、バンド初の全英1位アルバムとなって、合計108週にわたりトップ100入りするロング・ヒットとなった。また、アメリカのBillboard 200でもバンド初となる1位獲得アルバムとなり、1988年のBillboard 200では7月23日-30日（2週連続）、8月13日（1週）、9月3日-17日（3週連続）の6週にわたり1位となった。なお、2018年には2月3日付のBillboard 200で39位に再浮上しており、約28年ぶりに全米トップ40入りした。
ニュージーランドのアルバム・チャートでは1987年10月11日に初登場26位となり、その後合計77週にわたりトップ50入りして、うち3週1位を獲得した。

## 評価
日本のヘヴィメタル専門誌『BURRN!』1987年9月号には、6人の評者によるクロス・レヴューが掲載され、うち最低の87点を付けたさこたはつみは「HMというよりポリスやラッシュの方向へ進む音と解釈したい」、最高の99点を付けた深民淳は「はっきりと最初に思ったことを書けば“とんでもない駄作”だったわけだが、聴き込んで曲を憶えるころになると、しだいに良くなってきて、ヘッドフォンで1音1音チェックするに至って、“とんでもないアルバム”だと思うようになっていた」と評している。Kurt Loderは1987年9月24日付の『ローリング・ストーン』誌において「物凄いサウンドだ。どの曲も輝きを放ち、燃えている。穴埋め曲はない」と称賛する一方、ソングライティング面ではロバート・ジョン・"マット"・ラングの貢献が大きいことを指摘した。また、スティーヴ・ヒューイはオールミュージックにおいて満点の5点を付け「力強くポップなサビや、あまりにも『完璧』な音作りは、保守的なヘヴィメタル・ファンの心に訴えてこないかもしれない」としつつ「ポップ・メタルとしては間違いなく史上最高のレコード」と評している。
『ローリング・ストーン』誌が2003年に選出した「オールタイム・グレイテスト・アルバム500」では472位にランク・インし、後の改定では464位となった。

## 30周年記念スーパー・デラックス・エディション
2017年8月4日、本作のリリース30周年を記念したスーパー・デラックス・エディション盤が発売された。日本では4枚のボーナスCDと2枚のボーナスDVDが付属したフォーマットで発売され、ディスク2とディスク3にはシングルB面曲や収録曲のリミックス・ヴァージョン集、ディスク4とディスク5は『イン・ザ・ラウンド・イン・ユア・フェイス - ライヴ』と題されたライブ・アルバムという内容である。また、アメリカではアルバム本編に『イン・ザ・ラウンド・イン・ユア・フェイス - ライヴ』を追加した3枚組CDというフォーマットでも発売された。

## 収録曲
オリジナル盤の12曲は、全曲ともジョー・エリオット、スティーヴ・クラーク、フィル・コリン、リック・サヴェージ、ロバート・ジョン・"マット"・ラングの共作。
| #   | タイトル                                              | 作詞 | 作曲・編曲 | 時間 |
| --- | ----------------------------------------------------- | ---- | ---------- | ---- |
| 1.  | 「ウィメン - Women」                                  |      |            | 5:42 |
| 2.  | 「ロケット - Rocket」                                 |      |            | 6:35 |
| 3.  | 「アニマル - Animal」                                 |      |            | 4:04 |
| 4.  | 「ラヴ・バイツ - Love Bites」                         |      |            | 5:47 |
| 5.  | 「シュガー・オン・ミー - Pour Some Sugar on Me」      |      |            | 4:27 |
| 6.  | 「アーマゲドン - Armageddon It」                      |      |            | 5:22 |
| 7.  | 「ゴッズ・オブ・ウォー - Gods of War」                |      |            | 6:37 |
| 8.  | 「ショット・ガン - Don't Shoot Shotgun」              |      |            | 4:27 |
| 9.  | 「ラン・ライオット - Run Riot」                       |      |            | 4:39 |
| 10. | 「ヒステリア - Hysteria」                             |      |            | 5:55 |
| 11. | 「エクサイタブル - Excitable」                        |      |            | 4:19 |
| 12. | 「ラヴ・アンド・アフェクション - Love and Affection」 |      |            | 4:35 |

### 30周年記念スーパー・デラックス・エディション
| #   | タイトル | 作詞 | 作曲・編曲 | 時間 |
| --- | --- | ---- | ---------- | ---- |
| 1.  | 「ティア・イット・ダウン - Tear It Down」                                                                        |      |            | 3:37 |
| 2.  | 「アイ・ウォナ・ビー・ユア・ヒーロー - I Wanna Be Your Hero」                                                    |      |            | 4:35 |
| 3.  | 「ライド・イントゥ・ザ・サン - Ride Into the Sun」                                                               |      |            | 3:07 |
| 4.  | 「リング・オブ・ファイアー - Ring of Fire」                                                                      |      |            | 4:36 |
| 5.  | 「ウィメン（ラジオ・エディット） - Women」                                                                       |      |            | 4:55 |
| 6.  | 「ロケット（ラジオ・エディット） - Rocket」                                                                      |      |            | 4:37 |
| 7.  | 「ラヴ・バイツ（ラジオ・エディット） - Love Bites」                                                              |      |            | 4:48 |
| 8.  | 「ヒステリア（ラジオ・エディット） - Hysteria」                                                                  |      |            | 3:48 |
| 9.  | 「シュガー・オン・ミー（ラジオ・エディット） - Pour Some Sugar on Me」                                           |      |            | 4:22 |
| 10. | 「アーマゲドン（ラジオ・エディット） - Armageddon It」                                                           |      |            | 4:12 |
| 11. | 「リリース・ミー - Release Me」                                                                                  |      |            | 3:31 |
| 12. | 「クラシック・アルバム・ヒステリア（BBCラジオ・ドキュメンタリー） - Classic Album - Hysteria - BBC Documentary」 |      |            |      |

| #  | タイトル                                                                           | 作詞 | 作曲・編曲 | 時間 |
| -- | ---------------------------------------------------------------------------------- | ---- | ---------- | ---- |
| 1. | 「ロケット（ルナ・ミックス-エクステンデッド・ヴァージョン） - Rocket」             |      |            | 8:40 |
| 2. | 「アーマゲドン（ニュークリア・ミックス） - Armageddon It」                         |      |            | 7:42 |
| 3. | 「アニマル（エクステンデッド・ヴァージョン） - Animal」                            |      |            | 4:52 |
| 4. | 「シュガー・オン・ミー（エクステンデッド・ヴァージョン） - Pour Some Sugar on Me」 |      |            | 5:36 |
| 5. | 「エクサイタブル（オーガニック・ミックス） - Excitable」                           |      |            | 6:24 |
| 6. | 「ロケット（ルナ・ミックス） - Rocket」                                            |      |            | 7:06 |
| 7. | 「ロック・オブ・エイジズ（メドレー） - Rock of Ages Medley」                       |      |            | 8:39 |
| 8. | 「ラヴ・アンド・アフェクション（ライヴ） - Love and Affection」                    |      |            | 4:50 |
| 9. | 「ビリーズ・ガット・ア・ガン（ライヴ） - Billy's Got a Gun」                       |      |            | 5:21 |

| #  | タイトル                                             | 作詞 | 作曲・編曲 | 時間 |
| -- | ---------------------------------------------------- | ---- | ---------- | ---- |
| 1. | 「ステージフライト - Stagefright」                   |      |            | 4:17 |
| 2. | 「ロック! ロック! - Rock! Rock! (Til You Drop)」     |      |            | 3:32 |
| 3. | 「ウィメン - Women」                                 |      |            | 6:14 |
| 4. | 「トゥー・レイト・フォー・ラヴ - Too Late for Love」 |      |            | 5:51 |
| 5. | 「ヒステリア - Hysteria」                            |      |            | 7:00 |
| 6. | 「ゴッズ・オブ・ウォー - Gods of War」               |      |            | 6:32 |
| 7. | 「ダイ・ハード・ザ・ハンター - Die Hard the Hunter」 |      |            | 6:10 |

| #  | タイトル                                                              | 作詞 | 作曲・編曲 | 時間 |
| -- | --------------------------------------------------------------------- | ---- | ---------- | ---- |
| 1. | 「ブリンギン・オン・ザ・ハートブレイク - Bringin' on the Heartbreak」 |      |            | 6:16 |
| 2. | 「フーリン - Foolin'」                                                |      |            | 5:06 |
| 3. | 「アーマゲドン - Armageddon It」                                      |      |            | 5:31 |
| 4. | 「アニマル - Animal」                                                 |      |            | 4:51 |
| 5. | 「シュガー・オン・ミー - Pour Some Sugar on Me」                      |      |            | 4:52 |
| 6. | 「フィル・ソロ - Phil's Solo」                                        |      |            | 3:06 |
| 7. | 「ロック・オブ・エイジズ - Rock of Ages」                             |      |            | 7:42 |
| 8. | 「フォトグラフ - Photograph」                                         |      |            | 5:19 |

## シングル
本作からのシングルのチャート最高順位を示す。
| タイトル             | アメリカ | イギリス | ニュージーランド |
| -------------------- | -------- | -------- | ---------------- |
| ウィメン             | 80位     | -        | -                |
| アニマル             | 19位     | 6位      | 8位              |
| シュガー・オン・ミー | 2位      | 18位     | 16位             |
| ヒステリア           | 10位     | 26位     | -                |
| アーマゲドン         | 3位      | 20位     | 2位              |
| ラヴ・バイツ         | 1位      | 11位     | 2位              |
| ロケット             | 12位     | 15位     | 5位              |

## 参加ミュージシャン
- ジョー・エリオット - ボーカル、バッキング・ボーカル
- スティーヴ・クラーク - ギター、バッキング・ボーカル
- フィル・コリン - ギター、バッキング・ボーカル
- リック・サヴェージ - ベース、キーボード、ギター、バッキング・ボーカル
- リック・アレン - ドラムス、バッキング・ボーカル

アディショナル・ミュージシャン
- ロバート・ジョン・"マット"・ラング - バッキング・ボーカル
- ロッキー・ニュートン - バッキング・ボーカル
- フィリップ・ニコラス - フェアライト・プログラミング